# Garth Brownlie
Garth Brownlie ( 6 de febrero de 1920- 25 de julio de 1986) fue un botánico, y pteridólogo neozelandés.

## Biografía
A los 21 años, sirvió en el Teatro del Pacífico (Fiyi, Nueva Caledonia, islas Salomón) durante la Segunda Guerra Mundial, entre 1941 y 1945.
Brownlie viajó a Nueva Caledonia en 1961, 1962 y 1963 en preparación para escribir el volumen de una flora de helechos, publicación francesa de Nueva Caledonia. También visitó París en 1966, por una beca Erskine en relación con el trabajo, que fue publicado en 1969 y describe 301 especies. Llegó a completar una flora de pteridófitas de Fiji (1977), lo que implicó un extenso trabajo de campo en las islas en 1968, 1969, 1970 y 1971. En 1971 se llevó a su familia con él, el envío de los tres hijos Brownlie a la escuela en Suva. Era autoridad en helechos del Pacífico, en 1970 fue galardonado con un DSC. Después de su muerte a la temprana edad de 66 años su herbario se incorporó a la División de Departamento de Nueva Zelanda para la Investigación Científica e Industrial (CHR) Botánica.

## Algunas publicaciones
- --------, p.j. de Lange. 1997. Asplenium cimmeriotum, a new fern species from New Zealand. N. Zeal. J. of Botany 35: 283-292

- 1977. The Pteridophyte flora of Fiji. Nova Hedwigia 55. J. Cramer, Vaduz. 397 pp.

- 1958. Chromosome numbers in New Zaland ferns. Trans. of the Royal Soc. of N. Zeal. 85: 213-216

- 1957. Cyto-taxonomic studies on New Zealand Pteridaceae. New Phytologist 56 207-209

- 1954. Introductory note to cyto-taxonomic studies of New Zealand ferns. Trans. of the Royal Soc. of N. Zeal. 82: 66S-666

- 1950. Embryogeny of the New Zealand Species of the Genus Podocarpus, Section Eupodocarpus. Canterbury (Inglaterra): Canterbury Univ. College, 54 pp.

- La abreviatura «Brownlie» se emplea para indicar a Garth Brownlie como autoridad en la descripción y clasificación científica de los vegetales.[4]